# Праснышский уезд
Праснышский уезд — административная единица в составе Плоцкой губернии Российской империи, существовавшая c 1837 года по 1919 год. Административный центр — город Прасныш.

## История
Уезд образован в 1837 году в составе Плоцкой губернии. В 1919 году преобразован в Пшаснышский повят Варшавского воеводства Польши.

## Население
По переписи 1897 года население уезда составляло 66 897 человек, в том числе в городе Прасныш — 9128 жит.

### Национальный состав
Национальный состав по переписи 1897 года:
- поляки — 57 503 чел. (86,0 %),
- евреи — 6750 чел. (10,1 %),
- русские — 1872 чел. (2,8 %),

## Административное деление
В 1913 году в состав уезда входило 11 гмин: 
| - Бараново — с. Бараново, - Бугзы-Плоске — с. Дучимин-Костельный, - Дзержгово — с. Дзержгово, - Еднорожец — с. Еднорожец, - Зарембы — с. Зарембы (pl:Zaręby (powiat przasnyski)), - Карвач — с. Карвач, | - Кржиновлога-Велька — с. Кржиновлога-Велька, - Кржиновлога-Мала — с. Кржиновлога-Мала, - Хайново — с. Венгра, - Хоржеле — с. Хоржеле, - Янов — пос. Янов (pl:Janowo (powiat nidzicki)), |